# Rajd Akropolu 1961
Rajd Akropolis 1961 (9. Rally Acropolis) – 9 edycja rajdu samochodowego Rajd Akropolis rozgrywanego w Grecji. Rozgrywany był od 18 do 21 maja 1961 roku. Była to trzecia runda Rajdowych Mistrzostw Europy w roku 1961.

## Klasyfikacja rajdu
| Miejsce                      | Kierowca                     | Pilot                        | Samochód                     | Czas                         | Strata                       |                              |
| Klasyfikacja generalna i ERC | Klasyfikacja generalna i ERC | Klasyfikacja generalna i ERC | Klasyfikacja generalna i ERC | Klasyfikacja generalna i ERC | Klasyfikacja generalna i ERC | Klasyfikacja generalna i ERC |
| ---------------------------- | ---------------------------- | ---------------------------- | ---------------------------- | ---------------------------- | ---------------------------- | ---------------------------- |
| 1.                           | Erik Carlsson                | Walter Karlsson              | Saab 96                      | 7:44                         | 0.0                          |                              |
| 2.                           | Gunnar Andersson             | Carl Lohmander               | Volvo PV 544                 | 11:07                        | +3:23                        |                              |
| 3.                           | Peter Riley                  | Tony Ambrose                 | Austin-Healey 3000           | 13:23                        | +5:39                        |                              |
| 4.                           | Eugen Böhringer              | Hermann Socher               | Mercedes-Benz 220 SEb W111   | 14:55                        | +7:11                        |                              |
| 5.                           | Peter Harper                 | Peter Procter                | Sunbeam Rapier               | 15:59                        | +8:15                        |                              |
| 6.                           | Keith Ballisat               | Peter Jopp                   | Sunbeam Rapier               | 19:58                        | +12:14                       |                              |
| 7.                           | Ewy Rosqvist                 | Monika Wallraf               | Volvo PV 544                 | 20:44                        | +13:00                       |                              |
| 8.                           | Klaus Block                  | Herbert Paul                 | BMW 700                      | 25:17                        | +17:33                       |                              |
| 9.                           | Jimmy Ray                    | Ian Hall                     | Sunbeam Rapier               | 25:45                        | +18:01                       |                              |
| 10.                          | Ian Lewis                    | Tony Nash                    | Triumph TR4                  | 26:38                        | +18:54                       |                              |